# Alvania multinodula
Alvania multinodula is een slakkensoort uit de familie van de drijfhorens (Rissoidae). De wetenschappelijke naam van de soort werd in 1998 voor het eerst geldig gepubliceerd door Henk Hoenselaar en Jeroen Goud.